# Cadre général en faveur de l'égalité de traitement en matière d'emploi et de travail
Lire en ligne

Cadre général en faveur de l'égalité de traitement en matière d'emploi et de travail

Le Cadre général en faveur de l'égalité de traitement en matière d'emploi et de travail est une directive de l'Union européenne, et une partie importante du droit européen du travail qui vise à lutter contre la discrimination fondée sur le handicap, l'orientation sexuelle, la religion, les convictions ou l'âge dans le milieu de travail. Il accompagne la directive sur l'égalité raciale et la directive sur l'égalité de traitement entre les sexes.

## Contexte
Depuis que le traité d'Amsterdam est entré en vigueur en 1999, de nouvelles lois de l'UE, et des directives de l'Union européenne, ont été adoptées dans le domaine de l'anti-discrimination. Adoptée le adoptée le 27 novembre 2000, la directive est entrée en vigueur le 2 décembre 2000 et a donné aux états membres, trois ans pour transposer la directive en droit, avec trois années supplémentaires pour créer une législation dans le domaine de l'âge et du handicap. 
La directive vise à garantir que les personnes d’une religion ou de convictions, d’un handicap, d’un âge ou d’une orientation sexuelle donnés ne subissent pas de discrimination et bénéficient de l'égalité de traitement sur le lieu de travail
Elle vise à s'attaquer aussi bien à la discrimination directe (différence de traitement fondée sur une caractéristique précise) qu'à la discrimination indirecte (disposition, critère ou pratique apparemment neutre mais susceptible de produire un effet défavorable pour les personnes des catégories susmentionnées par rapport à d'autres). Le harcèlement, qui crée un environnement hostile, est considéré comme une discrimination.
Dans la directive sur l'égalité raciale 2000/43/CE, il y avait deux dérogations à l'article 15 qui s'appliquaient à l'Irlande du Nord.
Dans sa jurisprudence, la CJUE articule de manière complémentaire les principes d'égalité et de non-discrimination.

## Transposition
Il est mis en œuvre au Royaume-Uni avec la Loi de 2010 sur l'égalité.